# Xã Strawberry, Quận Washington, Kansas
Xã Strawberry (tiếng Anh: Strawberry Township) là một xã thuộc quận Washington, tiểu bang Kansas, Hoa Kỳ. Năm 2010, dân số của xã này là 126 người.